# Gabriel von Seidl
Gabriel von Seidl, född 9 december 1848 i München, död 27 april 1913 i Bad Tölz, var en tysk arkitekt. Han var bror till Emanuel von Seidl.

## Biografi
Seidl studerade vid tekniska högskolan i München och var maskintekniker, innan han 1871 började ägna sig åt arkitektur under ledning av Gottfried von Neureuther. Han utvecklade en omfattande  arkitekturverksamhet med både privatbostäder och monumentala byggen. Bland hans arbeten märks rådhusen i Ingolstadt (1882), Worms (1884) och andra städer, St. Annakyrkan i Lehel (1886) och St. Rupertkyrkan (1901), båda i München, greve Oriolas slott i Büdesheim i nuvarande Schöneck, Franz von Lenbachs och Friedrich August von Kaulbachs villor i München, Konstnärshuset där, flera moderna ölpalats, däribland Franziskaner i München och Spatenbräu med flera i Berlin. Hans senare verk i München är också hans största: Bayerisches Nationalmuseum i Englischer Garten (ritat 1894 och fullbordat 1900) samt Deutsches Museum på museiön i Isar (1906). Han blev ledamot av Konstakademien i Stockholm 1901.